# 摺紙數學
折纸数学是指對摺紙藝術從數學的角度加以研究。比如，研究某個特定的紙模型的可展性（研究該模型是否可以攤平而無須把它弄破）以及使用摺紙來解數學方程。
某些經典幾何作圖問題例如三等分角，或者將立方體的體積擴大一倍（倍立方）等問題都被證明為尺規作圖不可能解決的。但是它們可以通過幾個摺紙步驟加以解決。一般地，摺紙可以通過作圖求解不超過4次的代數方程。藤田—羽鸟公理集（Huzita-Hatori axioms，以日本数学家藤田文章和羽鸟公士郎命名）是這一領域的重要研究成果。
作爲利用幾何概念對摺紙進行研究的結果，Haga定理可以用來把紙的一邊精確地三等分、五等分、七等分和九等分。其他定理則允許我們從正方形摺出其它圖型，例如等邊三角形、正六邊形、正八邊形以及特定的矩形比如黃金矩形和白銀矩形等。
從帶有摺痕的平紙重新摺出原來的形狀這一問題已被Marshall Bern和Barry Hayes證明為NP完全問題。其它技術上的結果在《幾何摺紙算法》一書第二部分有更詳細的介紹。
對一張紙不斷對摺，其損失函數為{\displaystyle L={\frac {\pi t}{6}}(2^{n}+4)(2^{n}-1)}，這裡 L 代表紙張的最小長度，t 代表紙張厚度，n 代表摺疊次數。這個函數是Britney Gallivan在2001年（那時候他還是個高中學生）提出的，他能把一張紙對摺12次。之前人們一直以爲不管多大的紙最多只能對摺8次。

## 外部連結
- Origami Mathematics Page by Dr. Tom Hull
- Rigid Origami by Dr. Tom Hull
- Origami & Math （页面存档备份，存于） by Eric M. Andersen
- Paper Folding Geometry at cut-the-knot
- Dividing a Segment into Equal Parts by Paper Folding at cut-the-knot
- Britney Gallivan has solved the Paper Folding Problem
- Folding Paper - Great Moments in Science - ABC （页面存档备份，存于）
- Origami Crease Pattern Design Proved NP-Hard （页面存档备份，存于）